# Lista de senhores de Harcourt
Lista dos Senhores de Harcourt O território a que corresponde Harcourt foi obtido pelo chefe viquingue Rolão em 911, através do Tratado de Saint-Clair-sur-Epte. São estes territórios que vão constituir o Ducado da Normandia que ele irá distribuir pelos seus filhos.
O Senhorio de Harcourt e de Brionne, foi assim atribuído por Rolão a Bernardo, o Dano, um dos seus parentes que juntaram também o Condado de Pont-Audemer.
Anchetil de Harcourt foi o primeiro a utilizar o nome de Harcourt ainda o século XI.

## Senhores de Harcourt

Brasão de Armas da Casa dos Harcourt

## Casa de Harcourt
- Bernardo, o Dano, 911 - 950 foi governador e regente do ducado da Normandia desde 943. Casou com Sprote, princesa da Borgonha de quem teve:

- Torf,[1] barão de Tourville entre 950 e 960, casado com Ertemberge de Bricquebec, de quem teve:
- Turquetil de Harcourt[1] 960 a 1020 casado com Anceline de Montfort-sur-Risle, de quem teve:
- Anchetil de Harcourt, 1020 c. 1066, casado com Ève de Boissey de quem teve:
- Errand de Harcourt 1066 a 1078 foi irmão de Roberto I de Harcourt e casado com Ema de Estouteville.
- Robert II de Harcourt 1078 a 1100 filho de Anchetil de Harcourt de Ève de Boissey. Foi casado com Colette de Argouges, de quem teve:
- Guilherme de Harcourt 1100 a 1124, foi casado com Hue de Amboise, de quem teve:
- Roberto II de Harcourt, senhor de Elbeuf, 1124 - 1212 casado em 1179 com Jeanne de Meulan de quem teve:
- Ricardo de Harcourt (1212 - 1239) filho do anterior e casado em 1213 com Jeanne de la Roche-Tesson, herdeira do viscondado de Saint-Sauveur, de quem teve:
- João I de Harcourt (1199 - 1288), visconde de Harcourt de 1239 a 1288 filho do anterior e casado com Alix de Beaumont, de quem teve:
- João II de Harcourt (1240 - 1302), foi visconde de 1288 a 1302 e marechal e almirante de França, filho do anterior e casado por duas vezes, a primeira com Inês da Lorena, filha de Frederico III da Lorena e mais tarde com Jeanne de Châtellerault. Deste segundo casamento teve:
- João III de Harcourt (? - 1329),[2][3] foi visconde de 1302 a 1329, filho do anterior com a sua segunda esposa, Jeanne de Châtellerault. Casou com Alix de Brabant.

## Condes de Harcourt

Brasão de Armas da Casa dos Harcourt

A baronia de Harcourt foi elevado a condado de Harcourt, conjuntamente com os senhorios de Lillebonne, Troispierres, Saussaye e Elbeuf, por alvarás de Filipe VI de França em Março de 1338.

## Casa de Harcourt
- João IV de Harcourt ( ? - 1346), foi conde de Harcourt entre 1338 e 1346,[3] foi filho de João III d Harcourt (? -1329) e de Alix de Brabant. Casou com Isabel de Parthenay, Senhora de Vibraye, de Montfort-le-Rotrou, de Aspremont e de Bonnétable,[3] de quem teve:
- João V de Harcourt (? - 1355) foi conde entre 1346 e 1355 e filho do anterior.[3] Casou com Blanche de Ponthieu, condessa de Aumale, de quem teve:
- João VI de Harcourt (1342 - 1389) foi conde entre 1355 e 1389[3] e filho do anterior e casou em 1359 com Catarina de Bourbon (? - 1427), filha de Pedro I, Duque de Bourbon, de quem teve:
- João VII de Harcourt (1370 - 1452) foi conde entre 1389 e 1452[3] e filho do anterior. Casou em 1390 com Maria de Alençon (1373 - 1417), filha de Pedro II de Alençon.

O seu filho mais velho e herdeiro do condado morre em 1424 e Harcourt reverte para o seu segundo filho. Contudo a filha mais velha de João VII de Harcourt (1370 – 1452), Maria de Harcourt, casada com António de Lourena, conde de Vaudémont, reivindica o condado de Harcourt, acção continuada pelo seu filho João de VIII de Harcourt (1396 - 1424).

## Casa de Rieux

Brasão de Armas da Casa de Rieux

A Casa de Rieux tem origem numa família da nobreza francesa de Idade média e da renascença. Esta ramo familiar encontra as suas origens predominantemente na região da Bretanha.
- Joana de Harcourt (1399 - 1456), foi condessa de Harcourt entre 1452 e 1456, filha de João VII de Harcourt e casada em 1414 com João III de Rieux (1377 - 1431),[4] Senhor de Rochefort, de quem teve:
- Francisco de Rieux (1418 - 1458), foi conde entre 1456 e 1458 e filho da anterior, casou em 1442 com Joana de Rohan,[4] de quem teve:
- João IV de Rieux (1447 - 1518), foi conde entre 1458 e 1518 e filho do anterior, casou com Isabel de Brosse (? - 1527),[4] filha de João II de Brosse, conde de Penthièvre, de quem teve:
- Claude de Rieux (1497 - 1532), foi conde de 1518 a 1532 e filho do anterior, casou com Susana de Bourbon-Montpensier (? - 1570),[4] filha de Luís de Bourbon-Vendôme (1473 - 1520) e de Luísa de Montpensier, de quem teve:
- Henrique de Rieux ( ? - 1557), foi conde entre 1532 e 1557 e filho do anterior.[4] Não teve filhos, pelo que o condado foi herdado pela sua irmã.
- Luísa de Rieux (1531 - 1570) foi condessa entre 1557 - 1570 e irmã do anterior.[4] Casou em 1555 com Renato de Lorena (1536 - 1566), marquês de Elbeuf (com o nome de René II), descendênte de António de Vaudémont e de Maria de Harcourt. Com este acontecimento Harcourt passa então aos descendentes, do ramo de Elbeuf da Casa de Guise e da Casa de Lorena.

## Casa de Lorena-Elbeuf

Brasão de Armas da Casa de Lorena-Elbeuf

O senhorio de Elbeuf, mais tarde elevado a marquesa e depois a ducado, teve a sua origem nos territórios de Elbeuf em Vexin.
- Carlos I da Lorena (1556 - 1605) foi duque de Elbeuf entre 1566 e 1605. Foi filho de Luísa de Rieux (1531 - 1570) e de Renato de Lorena (1536 - 1566). Casou em 1583 com Margarida de Chabot (1565 - 1652), de quem teve:
- Henrique da Lorena (1601 - 1666), foi duque entre 1605 e 1666 e filho do anterior. O Ducado passou ao seu sobrinho Francisco de Lorena, (1623 - 1694).
- Francisco da Lorena, (1623 - 1694), foi duque entre 1666 e 1694 e sobrinho do anterior, filho de Carlos da Lorena, duque de Elbeuf e de Catarina Henriette de Bourbon. Casou em 1645 com Ana de Ornano (? - 1695), sendo os seus descendentes intitulados príncipes de Harcourt.
- Afonso Henrique Carlos da Lorena (1648 - 1719) foi duque entre 1694 e 1719, chamado de “O Príncipe de Harcourt”, e filho de Francisco de Lorena, (1623 - 1694) e de Ana de Ornano (? - 1695). Casou em 1667 com Françoise de Brancas (? - 1715).
- José de Lorena (1679 - 1739) foi duque entre 1719 e 1739, chamado de “o Príncipe de Harcourt”, filho de François de Lorraine, (1623 - 1694) e de Ana de Ornano ( ? - 1695) e casado em 1705 com Maria Luísa Chrétienne Jeannin de Castela (1680 - 1736).
- Luís Maria Leopoldo de Lorena (1720 - 1747), foi duque entre 1739 e 1747 chamado de “o Príncipe de Harcourt”, filho de Francisco de Lorena, (1623 - 1694) e de Ana de Ornano ( ? - 1695).

## Titulares modernos
O ducado de Harcourt foi doado como titulo hereditário aos descendentes branches masculinos da familia de Harcourt, como forma de continuidade dos territórios medievais de Harcourt. Sendo os dois branches descendentes Filipe de Harcourt (1353 - 1403), Senhor de Bonnétable, e filho de João V de Harcourt.

## Duques de Harcourt

Brasão de Armas da Casa dos Harcourt

O título de Duque de Harcourt foi criado em 1700 pelo rei Luís XIV de França a favor de Henrique de Harcourt (1654 - 1718), marechal de França, de la branche de Beuvron, pela elevação a marquesado La Mothe e de Thury-Harcourt em ducado, sobre o nome de Harcourt. A este título foi associado as respectivas patentes em 1709.
- Henrique de Harcourt (1654 - 1718) foi duque e marechal de França de 1700 a 1718.[5] casou em 1687 com Maria Anne Claude de Brulart de Genlis (1669 - 1750), de quem teve:
- François de Harcourt (1689 - 1750), marechal de França, duque de Harcourt entre 1700 e 1750, filho do anterior,[5] Casou em 1716 com Margarida Sofia Luísa de Neufville (1699 - 1716), e mais tarde, em 1717 com Maria Madalena Le Tellier (1697 - 1735), de quem teve:
- Anne Pierre de Harcourt, (1701 - 1783) duque de Harcourt entre 1750 e 1783,[6] irmão do anterior e casado em 1725 com Eulália de Beaupoil de Sainte-Aulaire (1715 - 1738), de quem teve:
- François Henrique de Harcourt (1726 - 1802), marechal de França, duque de Harcourt entre 1783 e 1802,[7] filho do anterior e casado em 1752 com Françoise Cathérine de Aubusson de la Feuillade (1733 - 1815), de quem teve :
- Marie François (1755 - 1839), foi duque de Harcourt, primo do anterior, casado em 1780 com Madalena Jacqueline Le Veneur de Tillières (? - 1825), de que teve:
- Afonso Aymar François (1785 - 1840), duque de Harcourt entre 1839 e 1840, filho do anterior e irmão do seguinte.
- François Eugène Gabriel (1786 - 1865), duque de Harcourt entre 1840 e 1846, irmão do anterior. Casou em 1807 com Aglaé Terray (1788 - 1867), de quem teve:
- Henrique Marie Nicolas (1808 - 1846), marquês de Harcourt, filho do anterior e casado em 1829 com Slanie de Choiseul-Praslin (1807 - 1843) de quem teve:
- Carlos François Marie (1835 - 1895), duque de Harcourt entre 1846 e 1895, filho do anterior e casado em 1862 com Marie (1843 - 1916), condessa de Mercy-Argenteau, de quem teve:
- Henrique Eugenio François Marie (1864 - 1908), foi duque de Harcourt entre 1895 e 1908, filho do anterior e casado em 1892 com Maria de la Rochefoucauld (1871 - 1952), de quem teve:
- Carlos Jean Marie (1902 - 1997), duque de Harcourt entre 1908 e 1997, filho do anterior e casado em 1927 com Antoinette Gérard (1909 - 1958), e mais tarde, em 1961 com Maria Teresa de Zayas (1930 -?), de quem teve:
- 1997 François Henri duque de Harcourt.

## Marquesado de Harcourt

Brasão de Armas da Casa dos Harcourt

O título de marquês de Harcourt no Pariato da França, foi dado em 1817 pelo rei Luís XVIII de França a Carlos Luís Hector de Harcourt (1743 - 1820), do ramo dos marqueses de Olonde.
- Carlos Luís Hector (1743 - 1820), foi marquês de Harcourt entre 1817 e 1820. Casou em 1767 com Ana Luísa Catarina de Harcourt (1750 - 1823),[8] irmã de Marie François, duque de Harcourt, de quem teve:

- Amadeu Luís Carlos François (1771 - 1831), marquês de Harcourt entre 1820 e 1831 e filho do anterior. Cascou em 1800 com Elisabeth Sofia de Harcourt (1771 - 1846), de quem teve:

- William Bernard de Harcourt (1801 - 1846), marquês de Harcourt entre 1831 e 1846, filho do anterior e csado em 1837 com Harriet Cavendish (1812 - 1898), de quem teve:

- George de Harcourt (1808 - 1883), marquês de Harcourt, irmão do anterior. Casou em 1841 com Joana Paula de Beaupoil de Sainte-Aulaire (1817 - 1893), de quem teve:

- Bernard Pierre Luís (1842 - 1914), marques de Harcourt entre 1883 e 1914, filho do anterior e casado em 1871 com Marguerite Armande de Gontaut-Biron (1850 - 1953), de quem teve:

- Etienne (1884 - 1970), marques de Harcourt entre 1914 e 1970, filho do anterior, casou em 1914 com Marie de Curel (1892 - ?) de quem teve:

- Bernard (1919 - 1984), marquês de Harcourt entre 1970 e 1984 e filho do anterior, casou em 1946 com Elizabeth Blanche de Caumont La Force (1923) de quem teve:

- Jean 1984, filho do anterior.

## Conde de Harcourt
O título de conde de Harcourt foi doado aos descendentes dos duques de Harcourt, e a alguns membros do marquesado de Harcourt:
- Henrique Claude (1703 - 1769), conde de Harcourt, filho de Henrique de Harcourt, duque de Harcourt.
- Jean (1813 - 1891), conde de Harcourt, filho de François Eugène Gabriel, duque de Harcourt.
- Charles Marie Pierre (1842 - 1921), conde de Harcourt, filho de Henrique Marie Nicolas, duque de Harcourt.
- Victor de Amédée Constant (1848 - 1935), conde de Harcourt, terceiro filho de Amédée Louis Charles François, marquês de Harcourt.
- Luís (1856 - ?), conde de Harcourt, quarto filho de Amédée Louis Charles François, marquês de Harcourt.
- Charles Felix Marie (1870 - 1956), conde de Harcourt, filho de Charles François Marie, duque de Harcourt.